# Les Anneaux (Buren)
Pour les articles homonymes, voir Buren.
Les Anneaux ou Les Anneaux de Buren sont une œuvre de Daniel Buren et Patrick Bouchain située sur le quai des Antilles sur l'île de Nantes dans la ville éponyme. Symbolisant le passé négrier de la ville, ils ont été créés pour le festival d'art contemporain Estuaire 2007, avec pour mécène Patrice Coupechoux, fondateur de IDM Groupe Coupechoux.

## Description

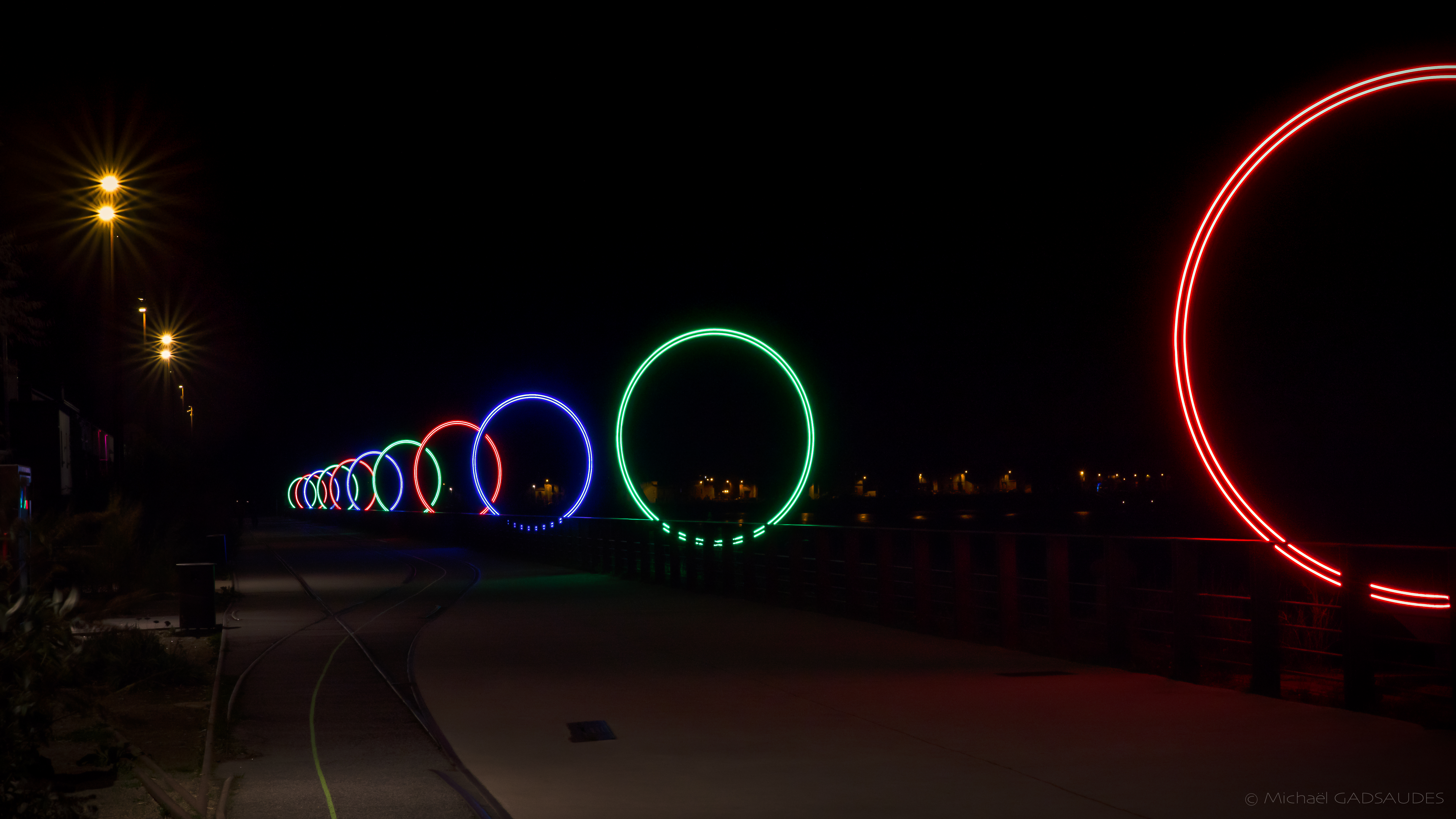
Les Anneaux de Buren vus de nuit

Le long de la Loire et du hangar à bananes, l'œuvre est composée de 18 anneaux d'acier galvanisé de 4 mètres de diamètre et de couleur argent, fixés sur d'anciens bollards du quai, à égale distance les uns derrière les autres. La nuit, des leds éclairent les anneaux, alternant rouges, verts et bleus.

## Signification
Les Anneaux ont été créés pour laisser place à l'interprétation du visiteur. Néanmoins Daniel Buren a souhaité inscrire son œuvre dans l'histoire de la ville et sa géographie. Ainsi, les cercles formés font référence aux anneaux qui enserraient et emprisonnaient les esclaves, en référence au commerce triangulaire dont Nantes a été la plaque tournante au XVIIIe siècle,.
Ils évoquent aussi des anneaux de mariage unissant le fleuve, la mer et la terre sur un espace à la croisée des éléments.

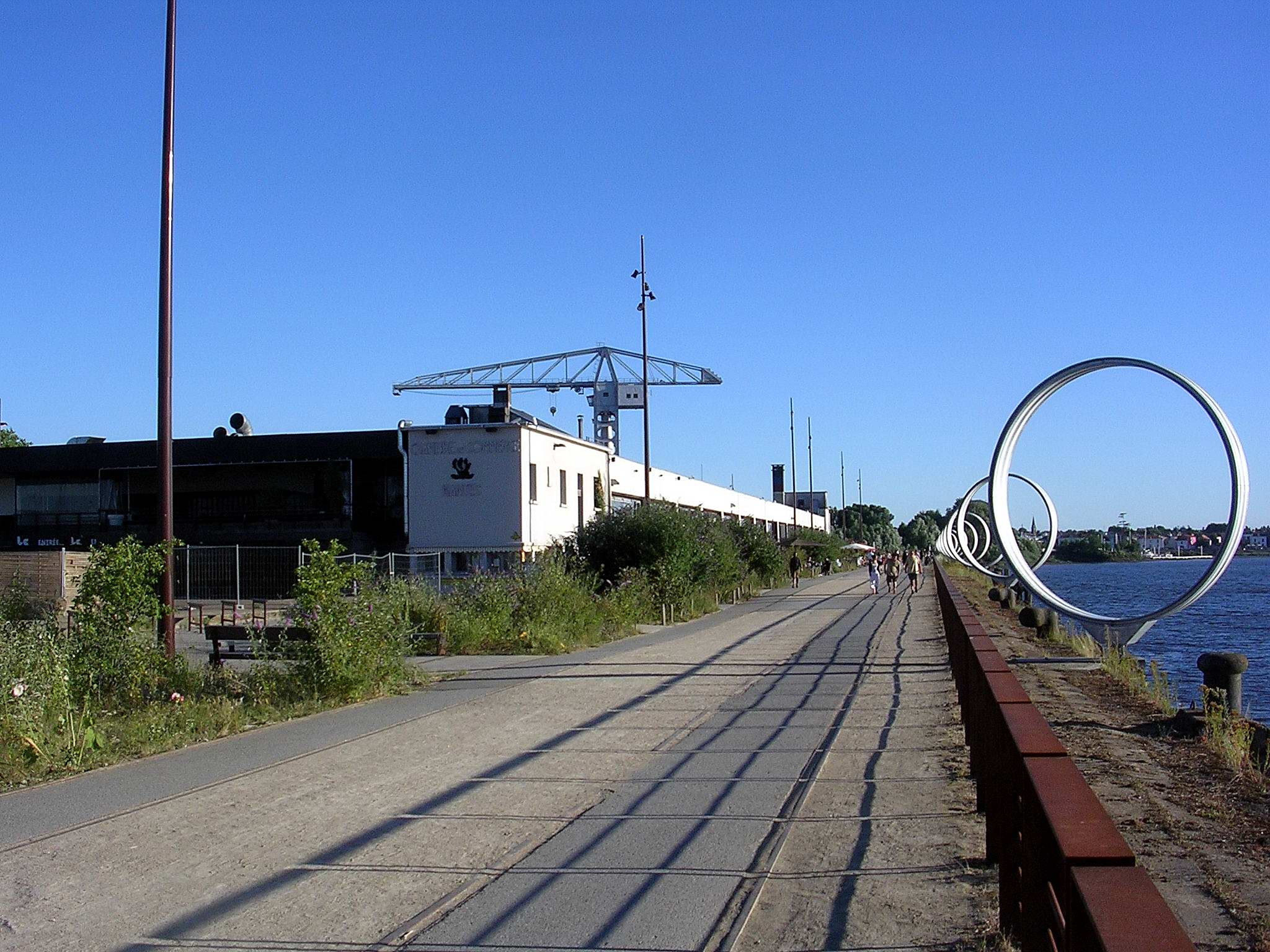
Le hangar à bananes et les Anneaux (à droite).